# Aceh
Aceh (tiếng Aceh: Acèh; Jawi: اچيه‎; tiếng Hà Lan: Atjeh hay Acheh; tiếng Indonesia: Provinsi Aceh) là một vùng đặc biệt của Indonesia, nằm tại bắc đảo Sumatra. Thủ phủ là Banda Aceh. Nó khá gần với Quần đảo Andaman và Nicobar của Ấn Độ.
Có mười nhóm dân tộc bản địa trong vùng này, nhóm lớn nhất là người Aceh.
Phạm Phú Thứ trong chuyến đi sứ sang Pháp ghi lại trong cuốn Tây hành nhật ký thì địa danh này là A Chinh.